# سینتیا آشپرگر
سینتیا آشپرگر (انگلیسی: Cynthia Ashperger؛ زادهٔ ۴ مهٔ ۱۹۶۳) بازیگر اهل کرواسی است.